# Greifenberg
Greifenberg è un comune tedesco di 2 054 abitanti, situato nel land della Baviera.